# Dagrijlicht

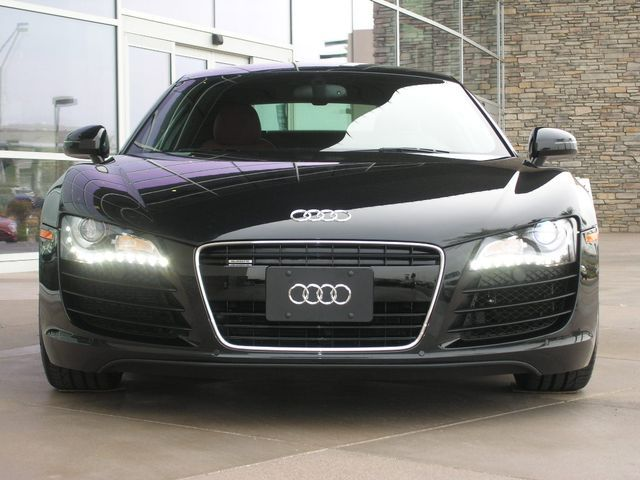
Dagrijlichten op een Audi R8

Dagrijlicht, ook wel dagrijverlichting genoemd, (Engels: daytime running lights of DRL) is een verlichting aan de voorzijde van een motorvoertuig die is bedoeld om het voertuig overdag beter zichtbaar te maken. Deze verlichting wordt automatisch ingeschakeld zodra de motor van het voertuig in werkende toestand is of in een toestand waarin deze direct gereed is om in werking te treden.
Dagrijlichten bestaan voor auto's uit twee witte lampen, tussen 250 en 1500 mm boven het wegdek aan de voorzijde van het voertuig geplaatst op een afstand van minimaal 600 mm van elkaar (minimaal 400 mm uit elkaar wanneer het voertuig smaller is dan 1300 mm). Een motorfiets heeft één lamp. Op een zijspan kan een tweede licht zijn aangebracht. De lichtbundel moet vanaf 20 graden horizontaal naar beide zijden en vanaf 10 graden verticaal omhoog en omlaag zichtbaar zijn. De lichten worden automatisch gedoofd zodra de dimlichten worden ingeschakeld. In plaats van enkele lampen kunnen ook meerdere lampen bij elkaar in een behuizing worden gemonteerd. Vaak worden leds hiervoor toegepast. 
Sinds februari 2011 zijn dagrijlichten in Nederland en België voor nieuw op de markt verschenen voertuigen wettelijk verplicht gesteld, conform richtlijn 2008/89/EC van de Europese Unie.
achterlicht · achteruitrijlicht · contourverlichting · dagrijverlichting · dimlicht · fietsverlichting · groot licht · kentekenplaatverlichting · koplamp · mistlamp · remlicht · richtingaanwijzer · waarschuwingsknipperlicht · stadslicht · verstraler · zijmarkeringslicht · zwaailicht